# Франтішек Кубик
Франтішек Кубик (словац. František Kubík; нар. 14 березня 1989, Превідза, Чехословаччина) — словацький футболіст, півзахисник грецького «Ерготеліса».

## Клубна кар'єра

### Словаччина
Займатися футболом почав у Пр'євідзі у віці 9 років, потім продовжив навчання в школі місцевого клубу «Прєвідза», в його складі дебютував на дорослому рівні 2007 року в Першій лізі Словаччини. Виступав за свій перший в кар'єрі клуб до кінця 2008 року, провівши за цей час 41 гру і забивши 10 м'ячів.
У січні 2009 року поповнив ряди клубу «Тренчин», з яким підписав перший у житті професійний контракт, а потім отримав і першу зарплату, що склала 500 євро. Там в сезоні 2008/09 провів 13 матчів та забив 2 голи. Сезон 2009/10 провів теж у «Тренчині», зігравши 23 зустрічі та забивши 5 м'ячів у ворота суперників. В обох сезонах, разом з командою, займав другее місце в Першій лізі.

### «АДО Ден Хааг»
У липні 2010 року на правах оренди перейшов в нідерландський клуб «АДО Ден Гаг» з Гааги, у складі якого дебютував 8 серпня в виїзному матчі проти «Вітесса». Перший гол у Ередивізі забив у своєму другому матчі за гаазький клуб, в домашній зустрічі з «Родою» з Керкраде, а 18 вересня відзначився першим дублем у виїзній грі проти тілбузького клубу «Віллем II». Всього в тому сезоні провів 27 матчів у лізі, в яких забив 8 голів. Крім того, зіграв 4 зустрічі та забив 1 м'яч у плей-офф турнірі за право виходу в Лігу Європи, і провів 1 гру в Кубку Нідерландів.

### «Кубань»
29 квітня 2011 року з'явилася інформація, що Кубик має перейти в російську «Кубань» по завершенні сезону в Нідерландах. 5 червня було повідомлено, що Франтішек підписав з «Кубанню» 4-річний контракт. Незважаючи на те, що ним цікавилися й інші клуби, однак, за словами гравця, лише «Кубань» зробила конкретну пропозицію йому і клубу «Тренчин».
Проте, закріпитися у складі російського клубу Франтішек не зумів, зігравши до кінця року лише 5 матчів у чемпіонаті.

### «Таврія»
В лютому 2012 року підписав контракт з сімферопольською «Таврією», в якій відразу став основним півзахисником команди, відігравши до кінця сезону 9 матчів. У новому сезоні Кубик зіграв ще два матчі, після чого в серпні був виключений з заявки команди.

### «Тренчин»
Восени 2012 року повернувся в рідний «Тренчин», за який провів наступний сезон, зігравши в 19 матчах чемпіонату, в яких забив 6 голів, допомігши клубу зайняти третє місце в Чемпіонаті Словаччини.

### «Арсенал»
В червні 2013 року підписав однорічний контракт з київським «Арсеналом», в якому також одразу став основним півзахисником команди.
У січні 2014 року уклав угоду з грецьким клубом «Ерготеліс».

## Кар'єра в збірній
Протягом 2007—2008 років провів 9 матчів та забив 1 гол за збірну Словаччини до 19 років.
У складі головної національної збірної Словаччини дебютував 9 лютого 2011 року в товариському матчі зі збірною Люксембургу. Цей матч став єдиним для Кубика у футболці збірної.

## Досягнення
- Володар Кубка Словаччини (1):

«Слован»: 2016/17